# 都祁水分神社

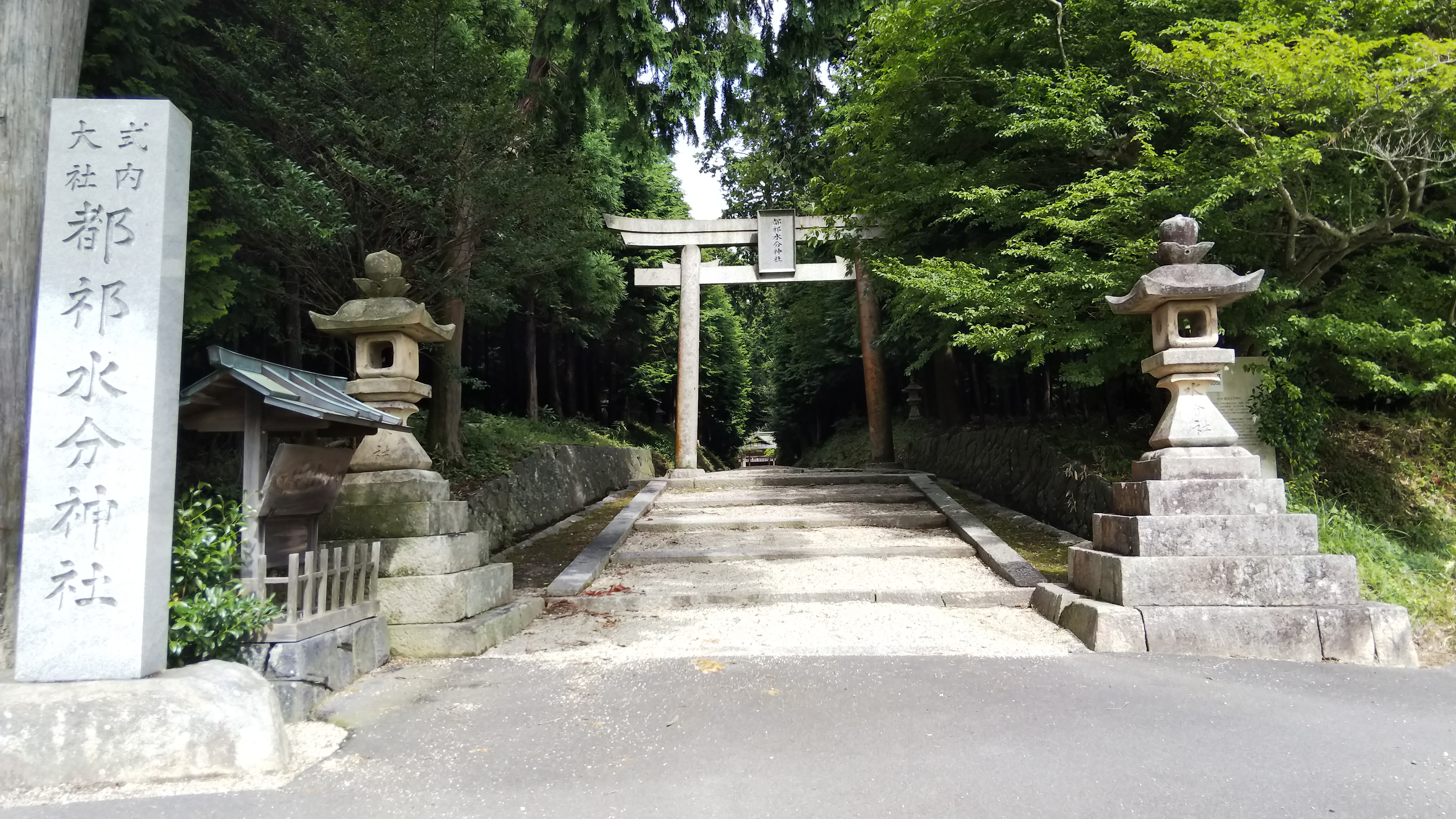
鳥居

都祁水分神社（つげみくまりじんじゃ）は、奈良県奈良市都祁友田町にある神社。式内大社で、旧社格は県社。

## 祭神
祭神は次の3柱。
- 速秋津彦神
- 天水分神（あまのみくまりのかみ/あめのみくまりのかみ）
- 国水分神（くにのみくまりのかみ）

## 歴史

### 概史
創建年は不詳であるが、社伝によると飛鳥時代の創建とされる。当初は都祁山口神社（小山戸）の地に鎮座していたとされ、現在の鎮座地は聖武天皇が行幸の際に使用された堀越頓宮の伝承地であり、平安時代には都介頓宮となり、伊勢斎宮の皇女の宿場として使用されたという。
延喜式には大社に列し、月次、新嘗の官幣に預かっている。
中世には社領は興福寺喜多院二階堂の荘園となり、開発が進むと共に水分神は信仰を集め、天禄3年（972年）9月25日、荘園の中央である友田（現社地）へ遷座した。鎌倉時代初頭には喜多院二階堂領は同じ興福寺の大乗院領に変わり、明応8年（1499年）には現在の本殿が建立された。

### 神階
- 承和7年（840年）10月7日、無位から従五位下 （『続日本後紀』）- 表記は「水分神」
- 天安3年（859年）1月27日、従五位下から正五位下 （『日本三代実録』）- 表記は「都祁水分神」

## 境内

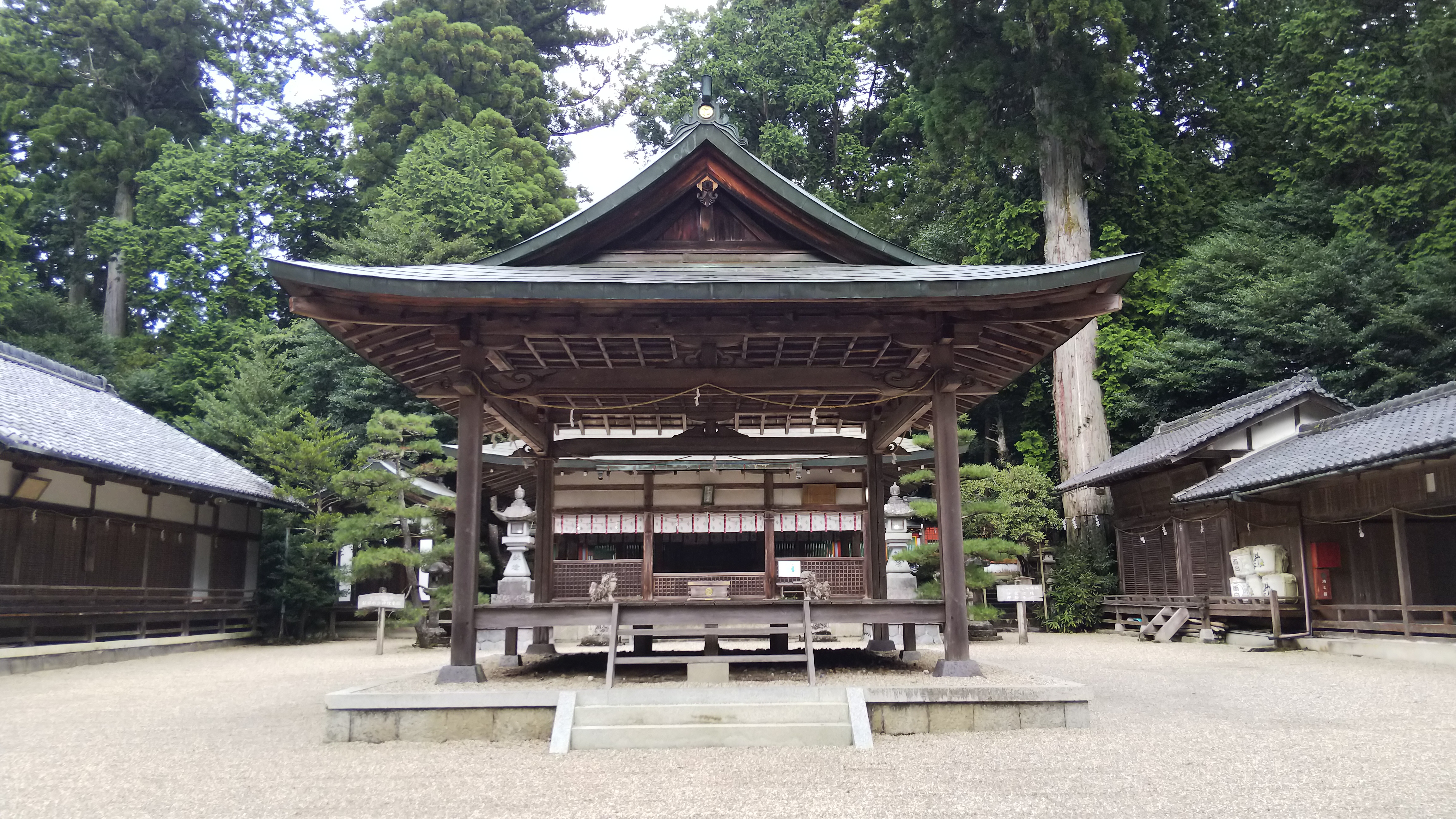
舞殿
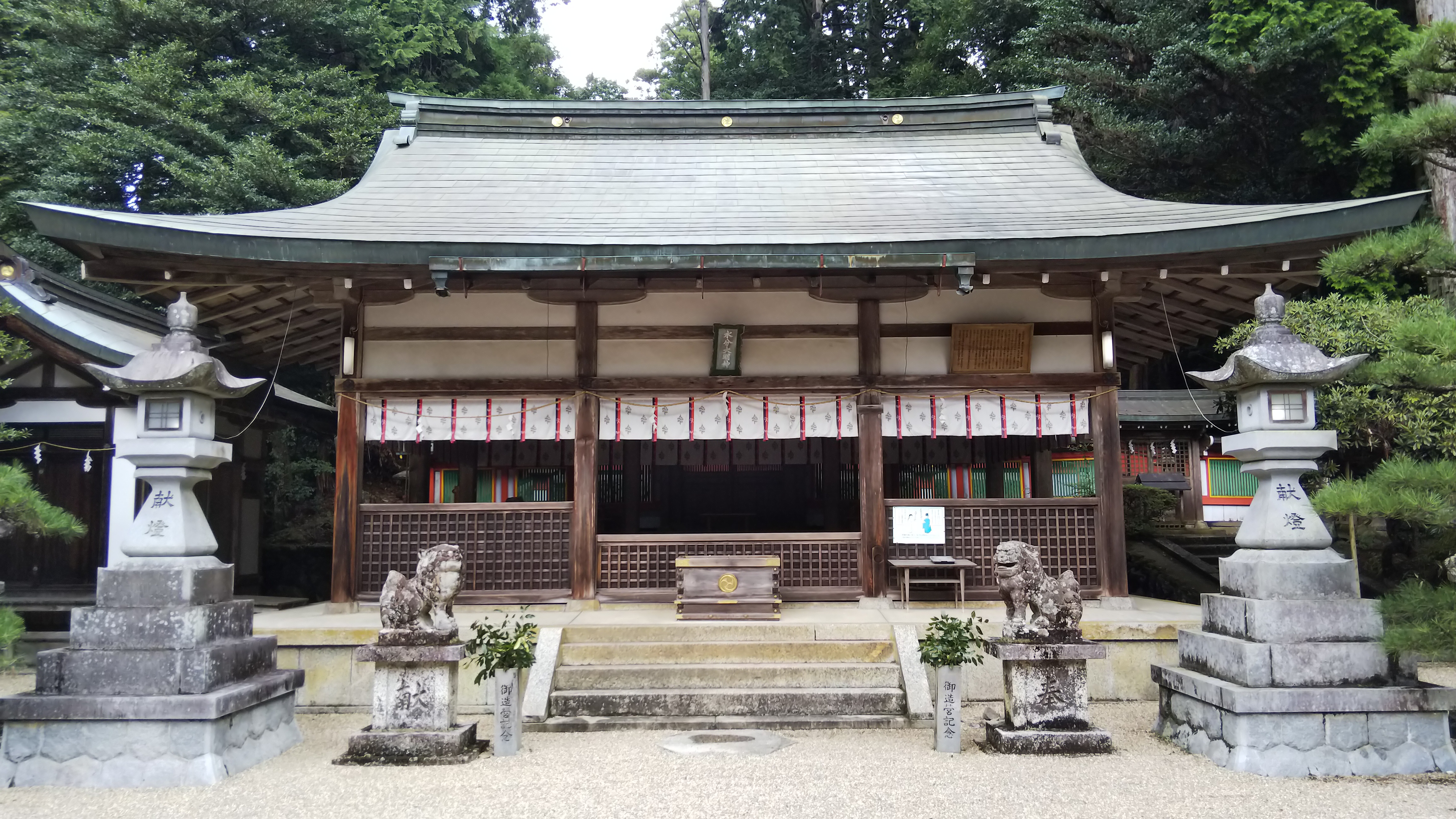
拝殿
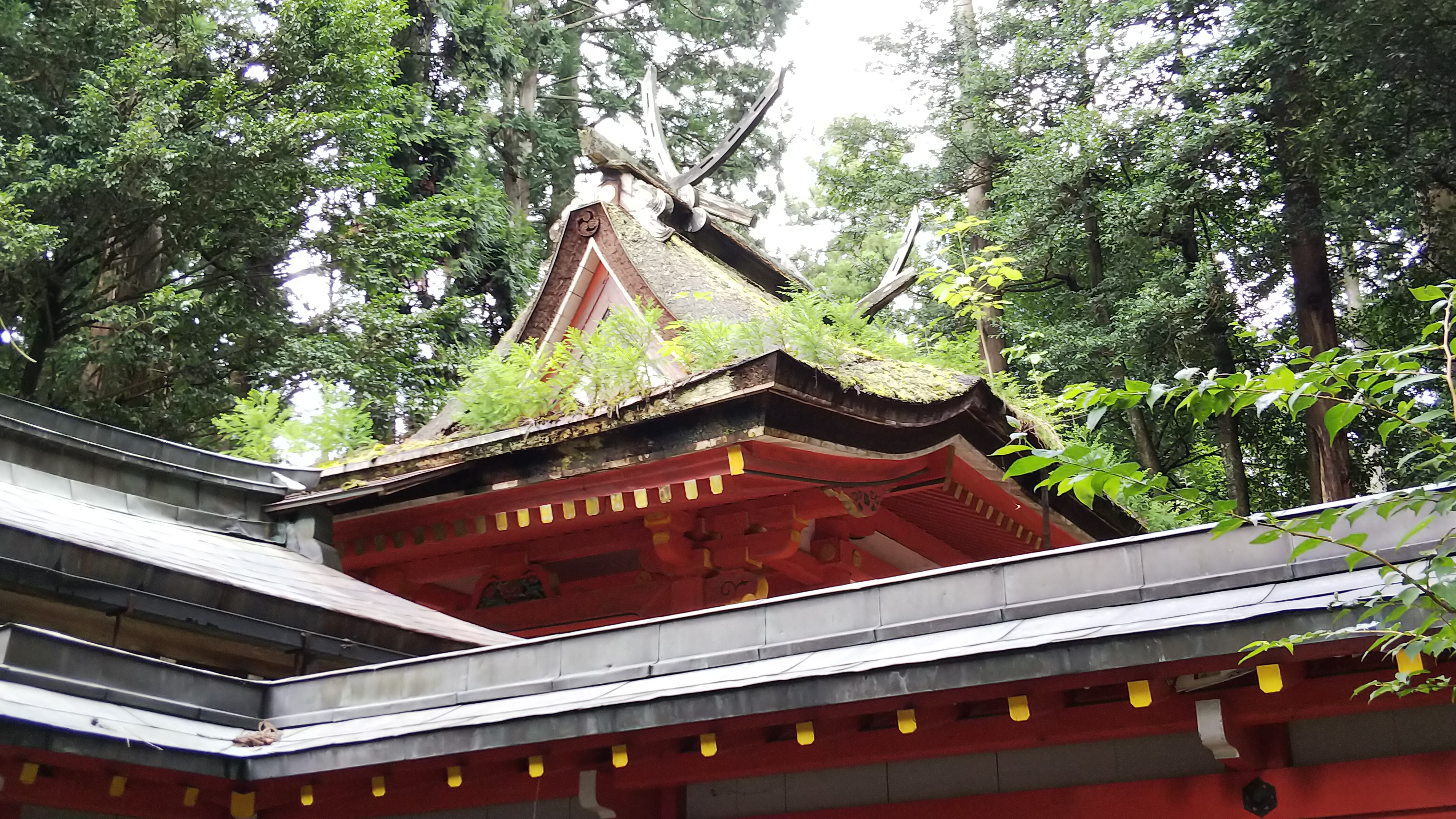
本殿（国の重要文化財）
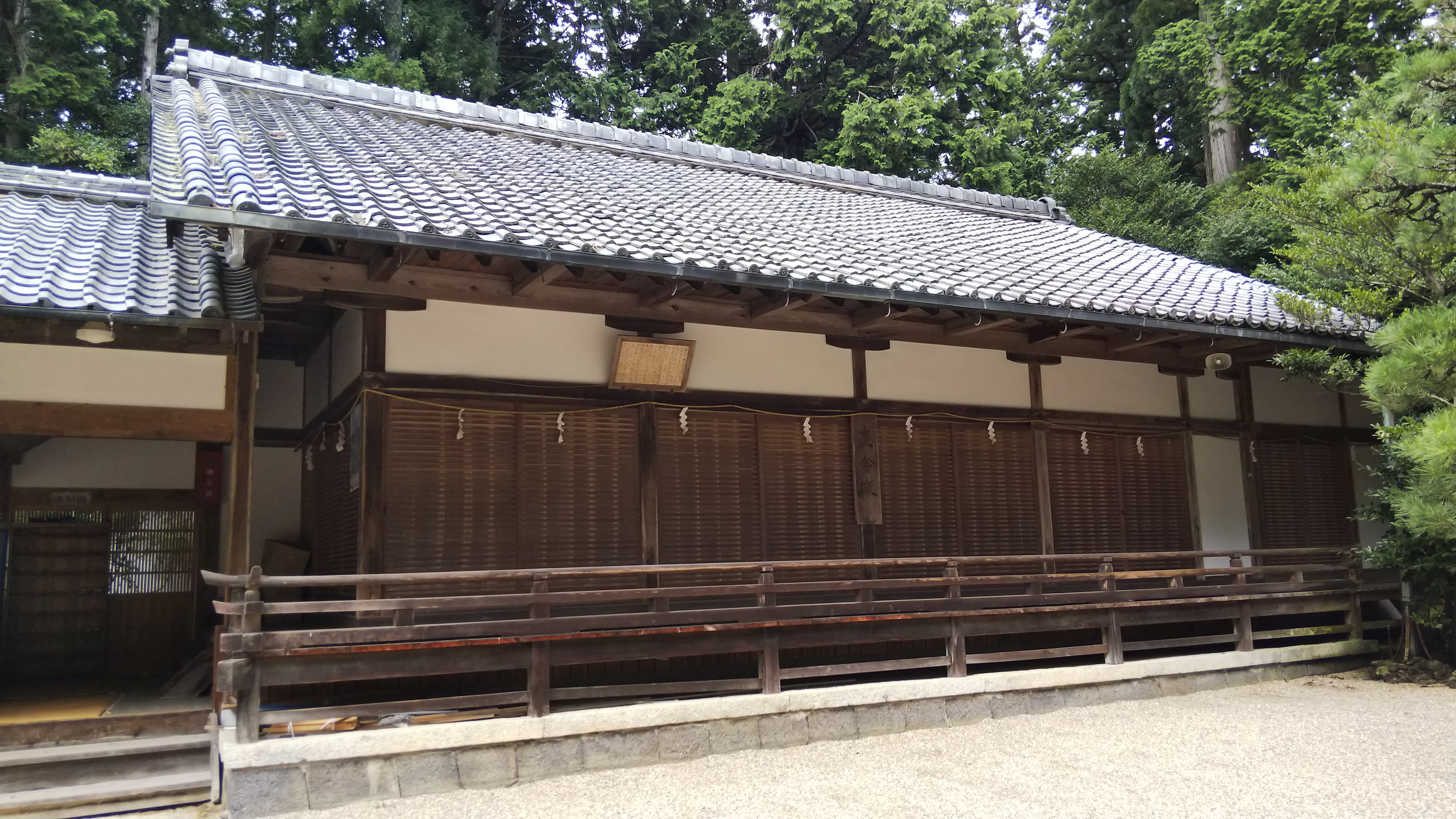
直会殿

## 文化財

### 重要文化財（国指定）
- 都祁水分神社本殿（附 棟札6枚）（建造物） - 室町時代後期、明応8年（1499年）の造営。1907年（明治40年）8月28日指定[1]。

### 奈良県指定文化財
- 有形文化財
  - 金銅装神輿（工芸品） - 室町時代、康正3年（1456年）の作。1975年（昭和50年）3月31日指定[2]。